# Planet Hunters
Planet Hunters è un progetto che fa parte di Zooniverse, un portale web di citizen science. L'obiettivo del progetto è quello della scoperta di pianeti extrasolari utilizzando l'occhio umano di utenti volontari, mettendo a loro disposizione i dati del Telescopio spaziale Kepler. Gli stessi astronomi del team Kepler, costretti a usare programmi computerizzati per analizzare l'enorme quantità di dati raccolti dal telescopio spaziale, ritengono che un gran numero di occhi umani siano più efficienti di qualsiasi computer. Il sito proietta le immagini e i grafici dei dati raccolti, e gli utenti analizzano le curve di luce delle stelle osservate da Kepler, cercando eventuali cambiamenti di luminosità dovuti a una transito planetario.

## Metodo di studio
Agli utenti viene chiesto di ordinare i grafici a seconda delle variazioni della curva di luce, in base a degli schemi interattivi. Una curva di luce può essere "costante" oppure "variabile"; una curva di luce costante segue un andamento pressoché lineare, mentre una variabile ha dei picchi che possono essere "regolari", "pulsanti" o "irregolari". Quando avviene un calo di luminosità della stella questo viene evidenziato nella curva di luce; questo calo potrebbe essere causato da un transito di un pianeta sul disco stellare, oppure da un errore di registrazione o dovuto a un'altra causa. Gli utenti salvano nel database l'analisi del grafico da loro elaborato, poi eventuali stelle "sospette" vengono discusse dalla comunità e con gli astronomi del team Kepler, i quali, se ci sono effettivi riscontri di un possibile transito, studiano in dettaglio la stella con strumenti professionali.

## Scoperte
Nell'ottobre 2012 è stata annunciata la conferma di PH1, o Kepler-64 b, un pianeta di taglia nettuniana in orbita attorno al sistema quadruplo Kepler-64. È stato il primo pianeta scoperto da due astronomi amatoriali tramite il progetto Planet Hunters. A questa scoperta è seguita, nel gennaio 2013, quella di PH2 b (o Kepler-86), un pianeta gioviano in orbita attorno alla stella KIC 12735740.
Escludendo i due pianeti confermati, a gennaio 2013 Planet Hunters ha individuato 42 pianeti candidati, e 20 di essi sono all'interno della zona abitabile della propria stella.
Nonostante l'obiettivo primario di Planet Hunters sia quello di scoprire nuovi pianeti extrasolari, o sistemi planetari multipli, talvolta il progetto si occupa anche di stelle binarie e di stelle a brillamento.